# Museo piemontese dell'informatica
Il Museo Piemontese dell'Informatica, in sigla MuPIn, è un museo dedicato all'informatica con sede a Torino.
Il museo è gestito da un'associazione senza scopo di lucro, dedita alla conservazione, restauro, valorizzazione e divulgazione del patrimonio informatico.

## Storia
L'iniziativa nasce da un gruppo di appassionati e professionisti del settore. L'idea di aprire un museo in Piemonte inizia a formarsi intorno al 2010.
L'associazione culturale "Museo Piemontese dell'Informatica" viene costituita con sede a Moncalieri.
Il 1º settembre 2011 viene firmato lo statuto.
Al 2024 il gruppo ha circa 70 membri, di cui una ventina volontari attivi nell'organizzazione delle varie iniziative, e cinque membri direttivi.
Inizialmente il MuPIn viene ospitato negli spazi di un'attività commerciale a Moncalieri, ma le attività divulgative avvengono in luoghi temporanei e collaborando con scuole, università e altri musei. In questo periodo iniziale viene verificato l'interesse del pubblico e si accumula una rilevante collezione di pezzi storici.
Nel 2016 l'alluvione nel Piemonte danneggia la collezione. Parte di essa viene trasferita in un capannone industriale in zona Mirafiori.
Il 21 dicembre il Comune di Torino anonimamente vota per salvare il museo. Il museo ha anche iniziato una campagna di crowdsourcing per restaurare la collezione.
Nel 2018 il museo ha ricevuto in uso dal Comune di Torino una nuova sede in via Reiss Romoli 49 bis, ora piazza Riccardo Valla 5 a Torino, accanto al Museo del fantastico e della fantascienza con cui realizza un polo museale nell'area nord di Torino. Il nuovo polo museale prevede la realizzazione di un allestimento continuo e fruibile con luoghi condivisi come l’atrio, la biglietteria, gli uffici, i laboratori, gli spazi espositivi, la biblioteca, la zona ristoro, la sala video/conferenze e l’organizzazione di attività comuni come mostre, rassegne, conferenze, presentazioni di libri con autori, proiezioni e laboratori.
L'8 dicembre 2023 è stata inaugurata una mostra semipermanente di durata circa annuale presso l'Ecomuseo del Freidano di Settimo Torinese, dal titolo In continua scrittura, rappresentativa dei calcolatori del MuPIn.

## Collezioni
La collezione museale è composta da svariate sezioni e va dagli albori dell'informatica a tempi recenti, mostrandone l'evoluzione. Il materiale più significativo comprende:
- Computer e dispositivi, incluse le console
- Periferiche e componenti, come stampanti e schede madri, ma anche macchine da scrivere e calcolatrici
- Software, applicativi e sistemi operativi
- Documentazione e archivi: libri, riviste, manuali e altri documenti con prospettiva storica.[4]

Al 2024 il museo dichiara di avere un archivio di oltre 6000 calcolatori di tutte le categorie, tra cui mainframe, mini computer, personal computer, home computer, coin-op e console.

## Biblioteca
La biblioteca del MuPIn è di supporto all'attività di ricerca scientifica, con specializzazione informatica ed elettronica. Si prevede di renderla disponibile al pubblico per la consultazione, ma soltanto in sede, senza servizio prestiti. Al 2024 il museo dichiara di avere 3000 monografie, 6000 numeri di periodici e un centinaio di opuscoli.

## Attività divulgative
Il MuPin è anche un centro per attività educative e divulgative. Le iniziative includono:
- Laboratori didattici interattivi, per scuole e gruppi organizzati, sulla storia dell'informatica.
- Mostre temporanee tematiche su particolari aree della storia dell'informatica.
- Conferenze e seminari con esperti del settore.[4]

Fin dalla nascita il MuPIn si è interessato al divario di genere e ha aderito all'Ada Lovelace Day, giornata mondiale dedicata ai successi femminili in ambito STEM.
Il museo tenta anche di stimolare l'interesse e la partecipazione attiva dei giovani in ambito STEM. Organizza laboratori di programmazione e robotica per ragazzini dai 7 ai 14 anni.
Dopo l'esperienza della partecipazione alla Notte europea dei ricercatori il MuPIn, a inizio 2015, ha avviato attività divulgative specificamente orientate all'infanzia, aderendo all'iniziativa CoderDojo e creando il gruppo CoderDojo Torino.
Uno degli eventi principali è A bit of [hi]story, organizzato annualmente dal 2016 al 2019 e poi ripreso nel 2024, con sede variabile. Comprende sia esposizioni di retroinformatica, sia attività interattive, laboratori e incontri con esperti; ad esempio nel 2024 i giovani appassionati si sono potuti cimentare nella riparazione di comuni apparecchi elettronici.